# Pięciornik krwisty

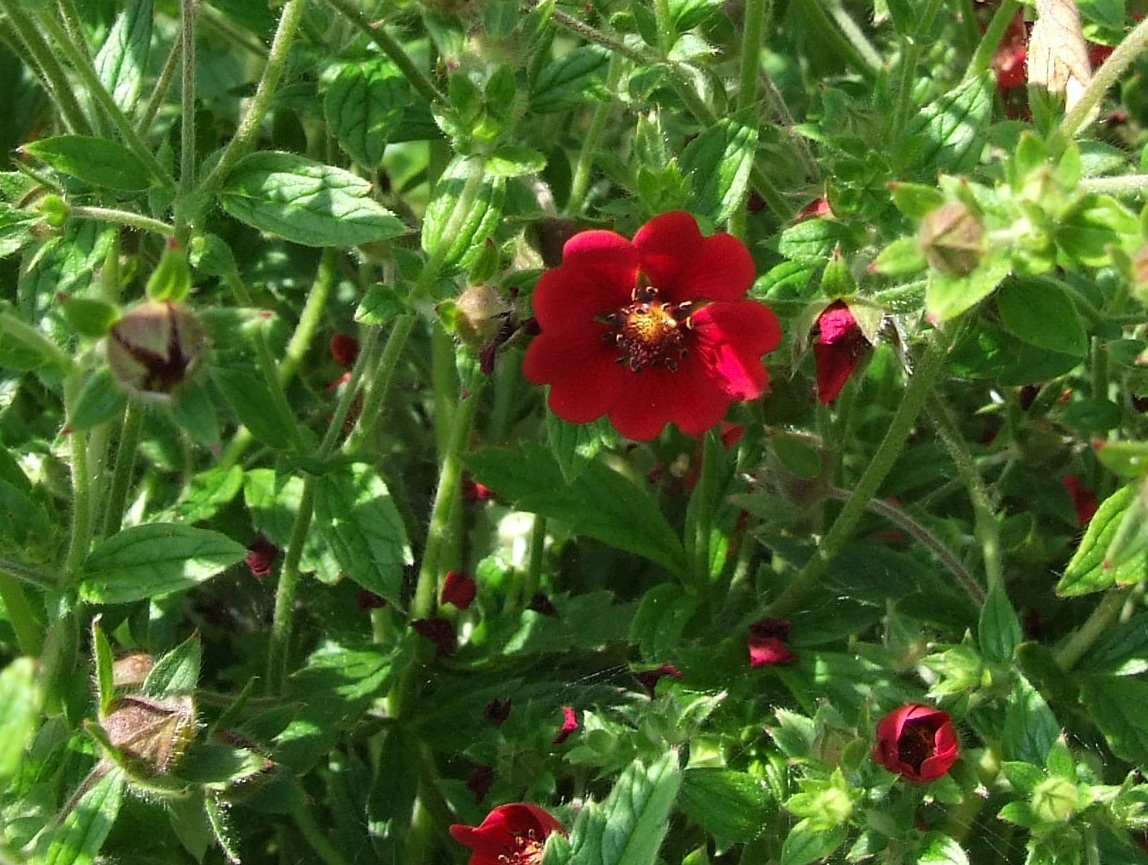
Pokrój

Pięciornik krwisty (Potentilla atrosanguinea) – gatunek rośliny należący do rodziny różowatych. Pochodzi z Azji (Afganistan, Chiny, Indie, Nepal, Pakistan). Jest uprawiany w wielu krajach świata jako roślina ozdobna.

## Morfologia
Jeden z większych gatunków pięciornika, bylina. Wytwarza pędy o wysokości do 1 m. Ma trójlistkowe liście o długości 5–8 cm. Są one, a zwłaszcza na spodniej stronie pokryte włoskami nadającymi im srebrny kolor (szczególnie wiosną, latem zielenieją). Łodyga silnie rozgałęziona, owłosiona. Typowa forma ma krwistoczerwone kwiaty. Kwitnie przez całe lato, z największą intensywnością w czerwcu i lipcu.

## Zastosowanie i uprawa
Jest uprawiany ze względu na swój gęstokrzaczasty pokrój i ładne kwiaty. Nadaje się na rabaty, jako roślina okrywowa, na skalniaki, do obsadzania obrzeży drzew i krzewów, na kwiat cięty. W uprawie oprócz typowej formy o krwistoczerwonych kwiatach istnieją też kultywary o innych kwiatach, np. 'Gipson's Scarlet' o intensywnie czerwonych kwiatach z niemal czarnym środkiem, czy 'Yellow Queen' o jaskrawożółtych kwiatach.
Wymaga przepuszczalnej i żyznej gleby, stanowiska słonecznego lub nieco zacienionego (w półcieniu jego kwiaty intensywniej się wybarwiają). Rozmnaża się go przez podział wiosną, lub przez wysiew nasion jesienią.

## Zmienność
Występuje w dwóch odmianach:
- Potentilla atrosanguinea var. argyrophylla, syn. Potentilla argyrophylla Wall. ex Lehm
- Potentilla atrosanguinea var. atrosanguinea